# Gjutning

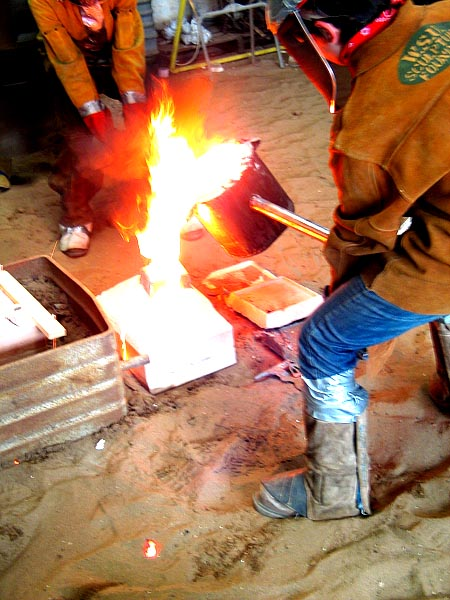
Gjutning av järn.

Gjutning är en tillverkningsmetod där ett flytande material, ofta kallat smälta, fyller ut en formhålighet i en gjutform och får stelna. Det material som tillsatts i gjutformen blir vanligtvis hårt efter en kemisk process (betong, gips, härdplast) eller under ett förlopp där materialet svalnar och återgår till fast form från att ha varit uppvärmt till smältpunkten.
Till gjuteritekniken räknas vanligen också gjutmetallers metallurgi och metallografi liksom ugns- och smältteknik, formmaterialkunskap, metoder för formtillverkning, rensning av gjutgods och gjuteriets mekanisering med bland annat transporter. Genom gjutning går det att tillverka antingen en färdig detalj eller också ett halvfabrikat som är ett ämne för vidare bearbetning genom svarvning, fräsning etcetera.

## Historia
Gjuteriteknik är som industriell verksamhet en av de äldsta och mest grundläggande. Som hantverk daterar gjuteritekniken sitt ursprung till bronsåldern 2 000 à 3 000 år f Kr. Då började föremål av brons gjutas med hjälp av formar av lerjord. Samma material, lera eller lerjord, till formar användes när järnet började gjutas under yngre medeltid vilket blev möjligt med införandet av masugnen.
År 1707 introducerade britten Abraham Darby I (den äldre) en metod för gjutning av skålar i sandform och fick patent registrerat för den. Darbys metod var grundläggande för den moderna gjuttekniken där två eller flera motstående gjutflaskor med gjutsand används.
Ett modernt gjuteri har mycket liten likhet med den ”filial av helvetet” som man förr gärna ville jämställa ett stort gjuteri med.

## Metallgjutning
En gjutprocess består huvudsakligen av följande sex steg.
1. Form- och kärntillverkning
2. Smältning av material
3. Avgjutning
4. Stelning
5. Urslagning
6. Efterbehandling

Vid smältning av metallen bör smältans flytbarhet beaktas. Smältans värme anpassas för att optimera hela gjutförloppet. Flytbarheten påverkas av smältans temperatur, viskositet och flödeshastighet. När sedan smältan fyller formen är det viktigt att hela formen fylls tillräckligt snabbt.

## Gjutmetoder
Formar för gjutning delas in i de två huvudkategorierna engångsformar och permanenta formar. Engångsformar förbrukas vid gjutningen medan permanenta formar används flera gånger (kokillgjutning, pressgjutning).
|                |                          |                                     |                                                                  | Formmaterial             |
| Engångsform    | Gjutning i sandform      | Maskinformning                      | Mekaniserad flaskformning                                        | Råsand                   |
| Engångsform    | Gjutning i sandform      | Maskinformning                      | Automatiserad flaskformning                                      | Råsand                   |
| Engångsform    | Gjutning i sandform      | Maskinformning                      | Bullautomatformning                                              | Råsand                   |
| Engångsform    | Gjutning i sandform      | Maskinformning                      | Slungformning                                                    | Råsand eller torrsand    |
| Engångsform    | Gjutning i sandform      | Skalformning                        | Skalformning                                                     | Hartsklädd sand          |
| Engångsform    | Gjutning i sandform      | Handformning                        | Konventionell handformning                                       | Råsand eller torrsand    |
| Engångsform    | Gjutning i sandform      | Handformning                        | Formning med kontinuerlig blandare                               | Formmassa som härdas     |
| Engångsform    | Gjutning i sandform      | Handformning                        | Vakuumformning                                                   | Ren sand utan bindemedel |
| Engångsform    | Gjutning i keramisk form | Vaxursmältningsmetoden, cire perdue | Vaxursmältningsmetoden, cire perdue                              | Keramiskt material       |
| Engångsform    | Gjutning i keramisk form | Shaw- och Unicastmetoderna          |                                                                  | Keramiskt material       |
|                |                          |                                     |                                                                  | Material i formverktyg   |
| Permanent form |                          | Kokillgjutning                      | Statisk kokillgjutning                                           | Gjutjärn och/eller stål  |
| Permanent form | Lågtryckskokillgjutning  | Kokillgjutning                      |                                                                  | Gjutjärn och/eller stål  |
| Permanent form | Pressgjutning            | Varmkammarmetoden                   | Stål                                                             |                          |
| Permanent form | Pressgjutning            | Kallkammarmetoden                   | Stål                                                             |                          |
| Permanent form | Centrifugalgjutning      | Centrifugalgjutning                 | Gjutjärn, koppar eller stål                                      |                          |
| Permanent form | Stränggjutning           | Stränggjutning                      | Koppar, gjutjärn, stål, grafit, aluminium beroende på gjutmetall |                          |

### Övriga gjutmetoder
- Bindstyckemetoden
- Götgjutning

### Form- och kärnmaterial
Vid sandgjutning används flera olika typer av form- och kärnmaterial samt till formmaterialet passande bindemedel. Bassanden utgörs oftast av kvartssand. Stålgjuterier använder på grund av förhållandevis höga gjuttemperaturer i viss utsträckning en mer dyrbar olivinsand. När extra höga krav på formhållfasthet gäller så används kromitsand. När råsand, och i viss utsträckning även de övriga formmaterialen, används så brukar sanden också återanvändas. Efter urslagningen leds formmaterialet till en sandberedning. Där sker krossning av eventuella klumpar, skiktning och i fallen med rå- och torrsand tillsats av bland annat bindemedel.
| Benämning                 | Bindemedel                                                                        | Användningsområde | Anmärkning                                                             |
| ------------------------- | --------------------------------------------------------------------------------- | ----------------- | ---------------------------------------------------------------------- |
| Råsand                    | Lera, vanligen bentonit                                                           | Formar            | Används helt otorkad eller yttorkad                                    |
| Torrsand                  | Lera, vanligen bentonit                                                           | Formar, kärnor    | Torkas i ugn                                                           |
| Cementsand                | Cement                                                                            | Formar, kärnor    |                                                                        |
| Furansand                 | Furan, fenol, karbamid eller blandning av dessa                                   | Formar, kärnor    | Härdning med fosforsyra eller sulfonsyra                               |
| Vattenglasbunden sand     | Vattenglas                                                                        | Formar, kärnor    | Härdning med CO2 eller estertillsats                                   |
| Skalsand                  | Fenolharts                                                                        | Formar, kärnor    | Kräver uppvärmda modeller och kärnlådor                                |
| Vakuumformningsförfarande | Inget bindemedel används, sanden binds genom inpackning under vakuum i plastfolie | Formar            |                                                                        |
| Varmlådeförfarande        | Furan- eller fenolharts                                                           | Kärnor            | Uppvärmd kärnlåda startar en exotermisk härdningsreaktion              |
| Cold box-förfarande       | Fenolharts och isocyanat                                                          | Kärnor            | En katalysator i dimform blåses genom kärnlådan och startar härdningen |
| Oljesand                  | Torkande olja, så kallad kärnolja                                                 | Kärnor            | Torkning (bakning vid 200–300 °C)                                      |

## Gjutgodsdefekter
Hundraprocentigt felfritt gjutgods är enligt all erfarenhet oerhört svårt att framställa. Vid gjuteridrift måste det kalkyleras med en viss andel gjutna detaljer behäftade med olika fel som gör dem otjänliga för sin uppgift. Kassering under en viss nivå är ofta tekniskt och ekonomiskt ogenomförbart. Det finns vanligen en ekonomisk kassationsgräns. Var gränsen går beror av en mängd faktorer som typ av gjutmetall, godsets karaktär, seriestorlek och så vidare.
Många termer för gjutgodsfel härstammar från äldre tiders gjuterier och kan vara något missvisande. Exempelvis termen sandfall härleder från att sand helt enkelt fallit ner i formen. Det som syns på gjutstycket är emellertid inte sandfallet utan en så kallad sandinneslutning. Termerna nedan är inriktade på händelser som ger synbara fel på gjutstycket. Gjutgodsdefekter kan vara antingen primära eller sekundära allteftersom de uppträder ensamma eller i kombination med fler fel.

### Exempel
Om smältan flyter för långsamt (exempelvis på grund av temperatur, tryck eller formens dimensioner) så inträffar kallflytning. Kallflytning innebär att metallen stelnar innan formen fyllts vilket ofta inträffar vid krökar. Vid stelningsförloppet kan stelningskrympning och svalningskrympning inträffa. Den tidigare kan orsaka krympporer eller sugningar medan den senare kan orsaka spänningar och sprickor. När detaljen stelnat och den ska tas ur kokillen så är det viktigt att detaljen och kokillen utformats så att detaljen inte skadas av att formen delas. Dessutom bör rensning och efterbehandling tas i beaktande vid utformning av detaljen och formen för att minska detaljens kostnad.
| Allmänna dimensionsfel - Måttfel - För kraftig godstjocklek - För klen godstjocklek Förskjutningsfel - Partförskjutning - Kärnhålsförskjutning - Delförskjutning Fel i gjutstyckets form - Saknat eller defekt hål - Saknad eller defekt del - Intryckning - Skevhet Gods saknas på gjutstycket - Ej fullgjutet - Utrinning - Kallflytning - Avslagning och spänningsbrott - Slipnings- och mejslingsfel - Kapningsfel Utåtgående ytfel - Grov yta - Vidhäftad sand - Inträngning - Partgrad - Sprickgrad - Utbuktning - Sandfallsrusa - Skärningsrusa - Inslagningsrusa - Skorv | Inåtgående ytfel - Råttsvans - Skolla - Sandsår - Garskum - Brännsår - Partfåra Sugningar - Sjunkning - Öppen sugning - Inre sugning - Sugningsporer - Mikrosugning Gasblåsor - Ytblåsa eller utfylld ytblåsa - Blank eller belagd blåsa - Kapillärblåsor - Småblåsor Inneslutningar - Sandinneslutning - Slagginneslutning - Oxidinneslutning - Saltinneslutning - Blackinneslutning - Kallpärla Vällningsfel - Kallveck och kallsöm - Kärnrökssöm - Invällningsfel Sprickor - Varmspricka - Sugningsspricka - Kallspricka - Slagspricka |

Till övriga fel räknas bland annat metallfel som främst omfattar analysfel och felaktigt vald metallkvalitet. Ett äldre uttryck för att åstadkomma defekt gjutgods är att ”bomma” eller ”gjuta varg”.

## Hjälpmedel
Idag används datorsimuleringar i allt större utsträckning. Datorsimuleringar hjälper till att beräkna hur smältan fyller formen samt hur smältan kommer stelna, den gjutna detaljens mekaniska egenskaper samt risk för defekter. Genom att man slipper pröva sig fram kortas utvecklingstiden för nya produkter samtidigt som man kan ta fram produkter som är lättare och har bättre mekaniska egenskaper.

## Gjutbara material
Exempel på material som kan gjutas är ferrometaller som järn, icke-ferrometaller som mässing och brons, gips, vax, stearin, plast, betong, aluminium, glas, tenn och lera.